# José António Marques
José António Marques (* 29. Januar 1822 in Lissabon; † 8. November 1884 ebenda) war ein portugiesischer Armeearzt. Er gilt als Gründer des im Februar 1865 entstandenen Portugiesischen Roten Kreuzes.

## Leben
José António Marques wurde 1822 in Lissabon geboren und schloss im Alter von 20 Jahren ein Medizinstudium an der Medizinisch-Chirurgischen Hochschule in seiner Geburtsstadt Lissabon (Escola Médico-Cirúrgica de Lisboa) ab. Im August des gleichen Jahres trat er in den Militärdienst ein und wurde dem Batalhão de Caçadores nº 30 zugeordnet. In den folgenden Jahren absolvierte er eine Karriere als Armeearzt, 1851 wurde er zum Generalarzt (Cirurgião de Brigada) befördert. Sechs Jahre später verlieh ihm die Universität Brüssel für seine Abhandlung „Aperçu historique de l'ophtalmie militaire portugaise“, die er auf einem Kongress für Augenheilkunde präsentiert hatte, die Doktortitel für Medizin und Chirurgie.
Im Jahr 1864 wurde er vom portugiesischen König Dom Luís I. damit beauftragt, Portugal auf der im August des gleichen Jahres in der Schweizer Stadt Genf stattfindenden diplomatischen Konferenz zu vertreten, in deren Ergebnis die erste Genfer Konvention entstand. Aufgrund seiner Befürwortung der Beschlüsse der Konferenz gehörte Portugal zu den zwölf Ländern, welche die Konvention am 22. August 1864 unterzeichneten.  Rund zwei Jahre später, am 9. August 1866, ratifizierte Portugal die Konvention.
Am 11. Februar 1865 entstand durch die Initiative von José António Marques die „Portugiesische Hilfskommission für verwundete und erkrankte Soldaten in Kriegszeiten“ (Comissão Portuguesa de Socorros a Feridos e Doentes Militares em Tempo de Guerra), aus der das Portugiesische Rote Kreuz hervorging. Er selbst wurde der erste Generalsekretär der Kommission. 1884 starb er im Alter von 62 Jahren in seiner Heimatstadt.